# Adara Michaels
Adara Michaels (Sandusky, Ohio; 6 de diciembre de 1963) es una actriz pornográfica, modelo erótica y bailarina exótica retirada estadounidense.

## Biografía
Natural del estado de Ohio, nació en el año 1963. Comenzó a trabajar como promotora, acompañando a su socio Ed Marshall en el desarrollo y fundación de la compañía de entretenimiento para adultos llamado "The Women of Heartbreakers", una compañía de danza itinerante que realizaba sus actuaciones de estriptis femenino imitando las actuaciones de los hombres del grupo Chippendales. El proyecto no surtió efecto y acabó cerrando al no contar con el beneplácito de los inversores y los operadores turísticos. Volvieron a montar un segundo espectáculo, "Preferred Stock", con hombres y mujeres y un elaborado espectáculo teatral con accesorios y disfraces que también fracasó, lo que llevó a Michaels a declararse en quiebra.
Al convertirse en bailarina en Cleveland acabó ganando una ronda preliminar de un torneo y con ello un viaje a la ciudad de Nueva York para competir en el concurso "Miss Howard Stern", en el especial de Nochevieja de Stern. Aunque perdió la competencia, la exposición llevó a una mayor demanda por sus actuaciones, decidiendo pasar por quirófano para aumentar su copa.
Comenzó a ganar reputación, hasta el punto de llegar a ser invitada al talk show de The Jerry Springer Show, donde participó en un programa que hablaba de personas que no usaban ropa, defendiendo su postura nudista, llegando a salir desnuda al escenario principal como en un vídeo filmado por su compañero Ed Marshall que le mostraba caminando por el ciudad, ir a la tienda, en taxi, todo sin ropa. Aunque el episodio nunca se emitió, se lanzó en VHS.
En el año 1995 comenzó su carrera en la industria del cine para adultos como actriz pornográfica gracias a John Stagliano y su estudio Evil Angel, para el que grabó su primera película Buttman at Nudes 'a Poppin' 2 y otras producciones. También trabajó para otras compañías como Flying Leap Productions, DreamGirls, VCA Pictures, CTM Productions o Vivid Entertainment Group.
Se retiró en el año 2003, más centrada en su carrera en el modelaje, habiendo grabado 17 películas como actriz en la industria.